# Gennep
Gennep  è un comune olandese di 17 140 abitanti, situato nella provincia del Limburgo.

## Geografia antropica

### Frazioni
Fanno parte del comune di Gennep: Aaldonk, Dam, De Looi, Diekendaal, Heijen, Hekkens, Milsbeek, Ottersum, Smele, Ven-Zelderheide en Zelder.